# Полевое (Крым)
Полево́е (до 1948 года Кара́-Тотана́й; укр. Польове, крымскотат. Qara Totanay, Къара Тотанай) — село в Джанкойском районе Республики Крым, входит в состав Майского сельского поселения (согласно административно-территориальному делению Украины — Майского сельского совета Автономной Республики Крым).

## Население
| 2001 | 2014 |
| ---- | ---- |
| 535  | ↘382 |

Всеукраинская перепись 2001 года показала следующее распределение по носителям языка
| Язык             | Процент |
| ---------------- | ------- |
| русский          | 44.11   |
| крымскотатарский | 30.65   |
| украинский       | 24.11   |
| другие           | 0.93    |

### Динамика численности
| - 1805 год — 25 чел. - 1864 год — 15 чел. - 1915 год — 46/6 чел. - 1989 год — 479 чел. | - 2001 год — 535 чел. - 2009 год — 546 чел. - 2014 год — 382 чел. |

## Современное состояние
На 2017 год в Полевом числится 4 улицы; на 2009 год, по данным сельсовета, село занимало площадь 60 гектаров на которой, в 164 дворах, проживало 546 человек. В селе действуют сельский клуб. На 2009 год действовали фельдшерско-акушерский пункт, магазин и религиозная организация «Кара-Татанай».

## География
Полевое — село на юго-востоке района, в степном Крыму, в верховьях степной реки Стальная (сейчас — коллектор Северо-Крымского канала), высота центра села над уровнем моря — 22 м. Соседние сёла: Кондратьево в 1,5 км на северо-запад, Октябрь в 3,5 км на северо-восток, Майское в 3,5 км на юго-восток, Советское в 3 км на юг и Рубиновка в 3,5 км на юго-запад. Расстояние до райцентра — около 21 километра (по шоссе), ближайшая железнодорожная станция — Азовская (на линии Джанкой — Феодосия) — примерно в 7 километрах. Транспортное сообщение осуществляется по региональной автодороге 35Н-156 Полевое — Советское (по украинской классификации — С-0-10432).

## История
Первое документальное упоминание села встречается в Камеральном Описании Крыма… 1784 года, судя по которому, в последний период Крымского ханства Тотанай входил в Насывский кадылык Карасубазарского каймаканства. После присоединения Крыма к России (8) 19 апреля 1783 года, (8) 19 февраля 1784 года, именным указом Екатерины II сенату, на территории бывшего Крымского Ханства была образована Таврическая область и деревня была приписана к Перекопскому уезду. После Павловских реформ, с 1796 по 1802 год, входила в Перекопский уезд Новороссийской губернии. По новому административному делению, после создания 8 (20) октября 1802 года Таврической губернии, Кара-Тотанай был включён в состав Таганашминской волости Перекопского уезда.
По Ведомости о всех селениях в Перекопском уезде состоящих с показанием в которой волости сколько числом дворов и душ… от 21 октября 1805 года в деревне Каратотанай числилось 3 двора, 25 крымских татар и 1 ясыр. На военно-топографической карте генерал-майора Мухина 1817 года деревня Каратотонай обозначена с 10 дворами. После реформы волостного деления 1829 года Кара Тотанай, согласно «Ведомости о казённых волостях Таврической губернии 1829 года» относился к Башкирицкой волости, в которую была переименована Таганашминская. На карте 1836 года в деревне 7 дворов, а на карте 1842 года Кара Тотанай обозначен условным знаком «малая деревня», то есть, менее 5 дворов.
В 1860-х годах, после земской реформы Александра II, деревню включили в состав Владиславской волости того же уезда. Согласно «Памятной книжке Таврической губернии за 1867 год», деревня Каратотанай была покинута жителями в 1860—1864 годах, в результате эмиграции крымских татар, особенно массовой после Крымской войны 1853—1856 годов, в Османскую империю и заселена немцами-колонистами. В «Списке населённых мест Таврической губернии по сведениям 1864 года», составленном по результатам VIII ревизии 1864 года, Кара-Тотанай — деревенская община немецких колонистов, с 4 дворами и 15 жителями при колодцах. По обследованиям профессора А. Н. Козловского начала 1860-х годов, в селении вода в колодцах глубиной 3—5 саженей (6—10 м) была частью пресная, а чаще солёная. На трехверстовой карте Шуберта 1865—1876 года в деревне Кара-Тотанай отмечены 5 дворов.
Затем, видимо, деревня окончательно опустела и возродилась, судя по доступным документам, в начале XX века, поскольку вновь встречается в Статистическом справочнике Таврической губернии 1915 года, согласно которому в деревне Вакуф Кара-Тотанай Тотанайской волости Перекопского уезда числилось 11 дворов (все дворы безземельные) с татарским населением в количестве 46 человек приписных жителей и 6 «посторонних», из которых 28 мужчин и 24 женщин. Жители землёй не владели, на вакуфе числилось 110 десятинами удобной земли. В хозяйствах имелось 27 лошадей, 13 коров и 14 голов мелкого скота.
Затем село вновь исчезает из документов (отмечено на карте Крымского статистического управления 1922 года и, как незначительный хутор, на километровой карте Генштаба Красной армии 1941 года). Постановлением ВЦИК «О реорганизации сети районов Крымской АССР» от 30 октября 1930 года, был вновь создан Биюк-Онларский район (ранее существовал с 1921 года до 11 октября 1923 года), на этот раз — как немецкий национальный и село вошло в его состав, а, после образования в 1935 году Колайского района (переименованного указом ВС РСФСР № 621/6 от 14 декабря 1944 года в Азовский) — передали в новый район. На двухкилометровке РККА 1942 года Карататанай не подписан, при этом обозначено название находящегося вплотную севернее Аксюру-Конрата.
После освобождения Крыма от фашистов в апреле, 12 августа 1944 года было принято постановление № ГОКО-6372с «О переселении колхозников в районы Крыма» и в сентябре 1944 года в Азовский район Крыма приехали первые новоселы (162 семьи) из Житомирской области, а в начале 1950-х годов последовала вторая волна переселенцев из различных областей Украины. С 25 июня 1946 года Каратотанай в составе Крымской области РСФСР. Указом Президиума Верховного Совета РСФСР от 18 мая 1948 года Кара Татанайский и Аксюру-Конрат объединили и переименовали в Полевое. В августе 1950 года, после объединения хозяйств был создан колхоз «Ленинский Путь» с центром в селе Майское, в который вошло Полевое. Видимо, тогда Полевое было включено в состав Майского сельского совета — на 15 июня 1960 года село уже в его составе. 26 апреля 1954 года Крымская область была передана из состава РСФСР в состав УССР.
Указом Президиума Верховного Совета УССР «Об укрупнении сельских районов Крымской области», от 30 декабря 1962 года Азовский район был упразднён и село присоединили к Джанкойскому. С 1961 года, после очередного укрупнения, село в составе колхоза «Россия». По данным переписи 1989 года в селе проживало 479 человек. С 12 февраля 1991 года село в восстановленной Крымской АССР, 26 февраля 1992 года переименованной в Автономную Республику Крым. С 21 марта 2014 года в составе Крыма аннексировано Россией.